# Velocità della pellicola
In fotografia, la velocità della pellicola, detta anche sensibilità o rapidità, indica la sensibilità alla luce di una pellicola fotografica o del sensore in una fotocamera digitale.
Uno scatto con pellicola a bassa sensibilità richiede, a parità di condizioni, un tempo di esposizione maggiore; si parla perciò di “pellicola lenta”. Viceversa, una pellicola ad alta sensibilità, che richiede tempi di esposizione più brevi, si dice “pellicola veloce”. A una pellicola lenta, con esposizione più lunga, corrispondono anche maggiori rischi di mosso o micromosso.
La velocità di una pellicola è in parte legata alla grana della pellicola stessa, ovvero la dimensione dei grani di alogenuro d'argento dell'emulsione: le pellicole lente tendono ad avere una grana più fine. 

## Unità di misura
La velocità si misura in numeri ISO e/o ASA (o in Germania in DIN); quanto più alto è il numero, tanto più sensibile alla luce è la pellicola o il sensore e quindi, a pari condizioni, tanto più breve è l'esposizione.
Le pellicole con rapidità ISO/ASA da 25 a 64 (15-20 DIN) sono lente; da 125 a 400 (22-27 DIN) di rapidità da moderata a media; quelle superiori a 500 (28 DIN) sono rapide.
Lo standard ISO 5800:1987 definisce due scale (una lineare e una logaritmica) per misurare la velocità delle pellicole. La scala lineare corrisponde alla scala ASA, mentre la seconda corrisponde alla scala DIN, anch'essa non più usata.
I numeri sono calcolati in modo che una pellicola con numero ISO/ASA doppio di un altro abbia sensibilità doppia e, a parità di condizioni, richiederà la metà del tempo di esposizione. 
Nella scala DIN la rapidità della pellicola raddoppia ogni tre valori, per cui una pellicola da 18 DIN è due volte più rapida di una da 15 DIN.

## Utilizzo pratico
Come per i tempi di esposizione e le aperture del diaframma, anche per quanto riguarda gli ISO/ASA il passaggio da un numero all'altro si indica in gergo stop: aumentando/diminuendo di uno stop la velocità della pellicola si raddoppia/dimezza la quantità di luce.
Il valore della rapidità deve essere impostato sulla scala di sensibilità della fotocamera affinché l'esposimetro interno possa indicare i dati di esposizione corretti.
I valori di ISO più comuni sono 25/15º, 50/18º, 100/21º, 200/24º, 400/27º, 800/30º, 1600/33º, e 3200/36º. 
I fotoamatori e i fotografi semiprofessionisti utilizzano principalmente pellicole fra i 100/21º e gli 800/30º.
La seguente tabella mostra le corrispondenze fra le diverse scale:
| scala lineare ISO ASA                   | scala logaritmica ISO DIN | Pellicole con questa velocità nominale                                                                                      |
| --------------------------------------- | ------------------------- | --- |
| 3                                       | 6º                        | Carta fotografica |
| 4                                       | 7º                        | |
| 5                                       | 8º                        | |
| 6                                       | 9º                        | |
| 8                                       | 10º                       | Lomography Fantôme Kino |
| 10                                      | 11º                       | |
| 12                                      | 12º                       | Gevacolor R5 (8 mm), Washi A, Lomography Babylon Kino                                                                       |
| 16                                      | 13º                       | |
| 20                                      | 14º                       | Adox CMS 20 II Pro |
| 25                                      | 15º                       | Rollei RPX 25, Rollei Ortho 25, Washi W                                                                                     |
| 32                                      | 16º                       | Kodak Panatomic-X |
| 40                                      | 17º                       | Kodachrome 40 (video) |
| 50                                      | 18º                       | Fujifilm Velvia 50, Ilford PAN F, CineStill 50D, Adox HR-50, Adox Scala 50, Kodak Vision3 50D                               |
| 64                                      | 19º                       | Kodak Ektachrome 64, Fujifilm Super F 64D                                                                                   |
| 80                                      | 20º                       | Ilford Ortho, Ferrania P30, Rollei Retro 80S                                                                                |
| 100                                     | 21º                       | Kodak T-Max 100, Kodak Ektachrome E100, Fomapan 100, Rollei RPX 100, Ilford Delta 100, Fujifilm Provia 100F                 |
| 125                                     | 22º                       | Ilford FP4, Kodak Plus-X |
| 160                                     | 23º                       | Fujicolor Pro NPS, Fujifilm Eterna Vivid 160, Kodak Portra 160, Adox Scala 160                                              |
| 200                                     | 24º                       | Kodak ColorPlus, Kodak Gold 200, Fujicolor C200, Ilford SFX, Rollei SuperPan 200, Fomapan 200                               |
| 250                                     | 25º                       | Kodak Double-X, Kodak Vision3 250D, Fujifilm Eterna 250T, Fujifilm Eterna Vivid 250D                                        |
| 320                                     | 26º                       | Kodak Tri-X 320 TXP, Foma RetroPan 320                                                                                      |
| 400                                     | 27º                       | Kodak T-Max 400, Rollei Infrared, Ilford HP5, Ilford Delta 400, Kodak Ultramax 400, Fujicolor Superia 400, Kodak Portra 400 |
| 500                                     | 28º                       | Washi D, Kodak Vision3 500T                                                                                                 |
| 640                                     | 29º                       | Kodak Ektapress MultiSPEED PJM, Polaroid 600                                                                                |
| 800                                     | 30º                       | Fujifilm NPZ, Kodak Portra 800, CineStill XPro 800T, Fujifilm Instax                                                        |
| 1000                                    | 31º                       | Agfachrome 1000 RS |
| 1250                                    | 32º                       | Kodak Royal-X |
| 1600                                    | 33º                       | Fujifilm Natura 1600 |
| 2000                                    | 34º                       | |
| 2500                                    | 35º                       | |
| 3200                                    | 36º                       | Kodak T-Max P3200, Ilford Delta 3200                                                                                        |
| 4000                                    | 37º                       | |
| 5000                                    | 38º                       | |
| 6400                                    | 39º                       | |
| 8000                                    | 40º                       | |
| 10000                                   | 41º                       | |
| 12500 (12800 nelle fotocamere digitali) | 42º                       | |
| 16000                                   | 43º                       | |
| 20000                                   | 44º                       | Polaroid Type 612 |
| 25000 (25600 nelle fotocamere digitali) | 45º                       | |

La conversione da un valore in scala logaritmica (S°) al corrispondente valore in scala lineare S è data da
{\displaystyle S=10^{\left({S^{\circ }-1}\right)/10}}
con arrotondamento al valore più vicino fra quelli indicati nella prima colonna della tabella sopra.
La conversione inversa (cioè da un valore di rapidità in scala lineare al corrispondente valore in scala logaritmica) è data da
{\displaystyle S^{\circ }=10\log S+1}
con arrotondamento all'intero più vicino.

## Sensibilità ISO nelle fotocamere digitali

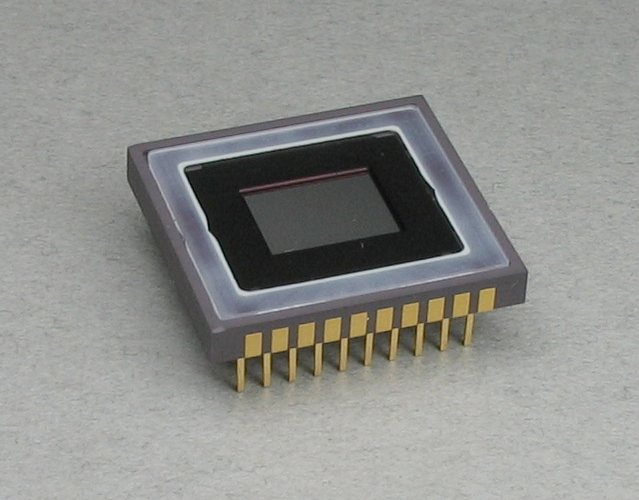
Un sensore fotografico

Nei sistemi fotografici digitali è possibile variare il guadagno elettronico del sensore al fine di avere un diverso rapporto fra l'esposizione alla luce e la luminosità definitiva dell'immagine risultante. Questo guadagno non è direttamente proporzionale alla sensibilità del sensore, ma il calcolo è più complicato. Su una fotocamera, comunque, impostare una sensibilità ISO e di conseguenza l'esposizione, sia automaticamente che manualmente con l'aiuto di un esposimetro, farà risultare una foto correttamente bilanciata allo stesso modo che nelle fotocamere a pellicola.
Nel mondo della fotografia digitale è stato definito lo standard ISO 12232:2006 che disciplina le sensibilità del sensore in relazione alla quantità di luce, il rumore aggiunto dal sensore e le specifiche di apparenza dell'immagine risultante. Le sensibilità ISO digitali sono correlate ai valori convenzionali delle sensibilità della pellicola. 
La sensibilità ISO di una fotocamera digitale è basata sulle proprietà del sensore e sull'elaborazione realizzata dall'apparecchio ed è espressa in termini di esposizione luminosa H (in lux/secondo) che raggiunge il sensore. In una tipica ottica fotografica con una lunghezza focale f molto inferiore alla distanza fra la fotocamera e la scena fotografata, H è data da:
{\displaystyle H={\frac {qLt}{N^{2}}},}
dove L è la luminanza della scena (in candele per m², t è il tempo di esposizione (in secondi), N è il valore del diaframma e
{\displaystyle q={\frac {\pi }{4}}T\,v(\theta )\,\cos ^{4}\theta }
è un fattore dipendente dalla trasmittanza T dell'ottica, il fattore vignettatura {\displaystyle v(\theta )} e l'angolo θ relativo all'asse della lente rispetto alla luce. Un valore tipico di q = 0.65, basato su θ = 10°, T = 0.9, e v = 0.98.
La sensibilità di saturazione base (SAT) è definita come
{\displaystyle S_{\mathrm {sat} }={\frac {78}{H_{\mathrm {sat} }}},}
dove {\displaystyle H_{\mathrm {sat} }} è l'esposizione massima per non bruciare la fotografia. Solitamente, il limite inferiore della velocità di saturazione è determinato dal sensore stesso, ma con il guadagno elettronico dell'amplificatore fra il sensore ed il convertitore analogico-digitale, la velocità di saturazione può essere aumentata. La costante 78 è stata scelta come impostazione di esposizione in modo tale che un esposimetro standard ed una superficie riflettente del 18 percento risultassero in un'immagine con un livello di saturazione di grigio del 18%/√2 = 12.7%. 
La sensibilità di rumore base è definita come l'esposizione che porterà ad un determinato rapporto segnale/rumore in un singolo pixel. Vengono utilizzati due rapporti, il 40:1 ("qualità dell'immagine eccellente") ed il 10:1 ("qualità dell'immagine accettabile"). Questi rapporti sono stati determinati basandosi su una risoluzione di 70 pixels per centimetro (180 DPI) osservati a 25 cm di distanza. Il rapporto segnale-rumore è definito come la deviazione standard della media pesata della luminanza e del colore di un singolo pixel. La sensibilità al rumore è determinata maggiormente dalla proprietà del sensore ed influenzata dal rumore aggiunto dal guadagno e dal convertitore Analogico-Digitale.
Oltre alle sensibilità definite sopra, lo standard ISO definisce anche la sensibilità standard di risultato (SOS), per la quale l'esposizione è collegata ai valori dei pixel digitali nell'immagine risultante. È definita come
{\displaystyle S_{\mathrm {sos} }={\frac {10}{H_{\mathrm {sos} }}},}
dove {\displaystyle H_{\mathrm {sos} }} è l'esposizione che risulterà 118 nei pixels di 8-bit, che è il 18 percento del valore di saturazione di un'immagine registrata come sRGB o con la correzione gamma  = 2.2.
Gli standard specificano anche come le sensibilità dei sensori dovrebbero essere riportati nelle specifiche tecniche della fotocamera. Se la sensibilità al rumore (40:1) è superiore rispetto alla sensibilità di saturazione, si dovrebbe segnalare la sensibilità al rumore arrotondata per difetto ad un valore conosciuto (200, 250, 320 o 400). Se invece è la sensibilità al rumore ad essere inferiore alla sensibilità alla saturazione, sarà quest'ultima a venire utilizzata, arrotondata per eccesso ad un valore conosciuto.
Per esempio, un sensore fotografico potrebbe avere queste proprietà: {\displaystyle S_{40:1}=107}, {\displaystyle S_{10:1}=1688}, e{\displaystyle S_{\mathrm {sat} }=49}. Secondo gli standard, la fotocamera dovrebbe comunicare la propria sensibilità come
ISO 100 (daylight)
ISO speed latitude 50–1600
ISO 100 (SOS, daylight).
L'impostazione di SOS dovrebbe essere controllabile dal fotografo. Un'altra fotocamera con un sensore più rumoroso, potrebbe avere {\displaystyle S_{40:1}=40}, {\displaystyle S_{10:1}=800}, e {\displaystyle S_{\mathrm {sat} }=200}. In questo caso, la fotocamera dovrebbe mostrare 
ISO 200 (daylight),
ed un'impostazione di SOS controllabile dal fotografo. In ogni caso, la fotocamera dovrebbe indicare per quali impostazioni di bilanciamento del bianco i valori di ISO valgono (se per l'incandescenza o la fluorescenza).
Nonostante esistano tutte queste definizioni standard per quanto riguarda gli ISO delle fotocamere digitali, è utile sottolineare che la grande maggioranza degli apparecchi non indicano chiaramente a quale tipo di ISO si riferiscono quelli dichiarati dalla fotocamera: se quelli della sensibilità di saturazione, di rumore o alla sensibilità del risultato. È corretto ritenere che questi valori vengano misurati partendo da queste definizioni ma anche prestando attenzione alle necessità del marketing. Lo stesso discorso vale per alcune pellicole come la Ilford Delta 3200 o la CineStill XPro 800T, il cui valore di sensibilità non è riferito alla sensibilità nominale dell'emulsione, ma è in realtà un'indicazione di esposizione. In tal caso la sensibilità non è espressa in ISO ma bensì in EI (Exposure Index).
Come dovrebbe essere chiaro dalle definizioni sopra fornite, un'impostazione di ISO maggiore per un dato sensore risulterà in una perdita di qualità dell'immagine risultante, come accadeva sulle pellicole analogiche. La differenza sarà che nel digitale avremo un'immagine rumorosa invece che della grana della pellicola. Le migliori fotocamere digitali del 2018 mostrano un'assenza di rumore apprezzabile per sensibilità di ISO 1.600 mentre producono risultati utilizzabili fino a ISO 51.200. Nikon, sull'ammiraglia D5, ha montato un sensore in grado di arrivare ad una sensibilità massima di 3.280.000 ISO equivalenti.